# Bibliothèque des dialectes de Wallonie
La bibliothèque des dialectes de Wallonie (souvent abrégée BDW) est la plus grande bibliothèque publique de langues et de littératures régionales en Wallonie. Elle conserve des documents et des ouvrages s'intéressant à l'ensemble des langues romanes de Wallonie : le picard, le gaumais, le champenois et le wallon.

## Histoire

### La Bibliothèque de la Société de langue et de littérature wallonnes
En 1856, lorsque la Société de langue et de littérature wallonnes voit le jour, elle se dote d'une bibliothèque conservant écrits, publications, pièces de concours et cherche à s'enrichir de toutes les publications que les sociétaires jugent pertinentes. Très tôt, la bibliothèque parvient à réunir des documents rares et précieux, notamment grâce au zèle de son premier bibliothécaire Ulysse Capitaine, qui a marqué de son savoir les érudits liégeois. Par ses concours, la Société de langue et de littérature wallonnes contribue à élever les littératures régionales. Les sociétaires, pour la plupart éminents spécialistes de la langue française et de la littérature, vont tirer les auteurs de leurs habitudes mièvres et leur faire écrire quelques chefs-d’œuvre. Elle est également en première ligne pour récolter le fruit de ce travail.

### Un fonds dialectal à la Ville de Liège
Par ailleurs, au cours du XIXe siècle, la Ville de Liège acquiert elle aussi, par achat ou par don, des ouvrages précieux. Dès le début du XXe siècle, les autorités communales décident de grouper les collections communales rue des Chiroux. Aux côtés du Fonds Ulysse Capitaine, est créée un Fonds dialectal, plus ou moins indépendant dès 1923. Ici aussi, d'éminents littérateurs wallons, tels Joseph Vrindts ou Joseph Closset contribuent grandement à développer les collections. Dès 1970 et jusqu'en 2005, le fonds dialectal sera abrité par la bibliothèque Chiroux.

### La fusion des deux fonds
En 1979, pour mieux unir leurs efforts, la Ville de Liège et la Société de langue et de littérature wallonnes signe une convention groupant les deux bibliothèques et donnant vie à la Bibliothèque des dialectes de Wallonie (BDW), un centre de documentation exclusivement consacré à la conservation, l'inventaire et la promotion des langues régionales. En réunissant leurs collections, les deux autorités cherchent à faciliter la conservation et à simplifier la diffusion à tous les publics. Un des premiers gros travaux des gestionnaires de la BDW fut d'uniformiser les catalogues pour aider l'amateur et le spécialiste à trouver le plus aisément possible l'information recherchée.
Au début des années 1980, la BDW s'ouvre même à de nouveaux supports : la conservation d'affiches de spectacles, mais également la constitution d'une médiathèque. Bien plus qu'une simple bibliothèque publique ou qu'un centre d'archives, la mission de la BDW a toujours été d'encourager la promotion du wallon. Pour ce faire, ses responsables ont mis sur pied diverses expositions et ont pris à leur charge la publication d'un périodique trimestriel : Dialectales. Dès 1989, les restrictions budgétaires contraignent à réduire les effectifs et les activités. Les employés de la BDW se concentreront dorénavant uniquement sur leur mission première : la gestion des collections.

### 2005: un transfert vers le Musée de la Vie wallonne
En 2005, à la suite de l'accord-cadre établi entre la Ville de Liège et la Province de Liège, le Fonds Wallon passe aux mains de la Province. Dans le cadre du 125e anniversaire de la Société de langue et de littérature wallonnes, une nouvelle convention est établie entre cette dernière et la Province de Liège afin de prolonger l’accord établi autrefois entre la ville et la Société. La Bibliothèque des dialectes de Wallonie retrouve une seconde jeunesse à la suite de cette convention qui en fait dorénavant une section spécialisée au sein du Musée de la vie wallonne, comme son homologue le Fonds d’Histoire du Mouvement wallon.

## Catalogue
La BDW possède 35 000 livres, ouvrages et brochures, plus de 800 titres de journaux et de périodiques, un bon millier d'affiches et des dossiers documentaires réunissant articles de presse, correspondances, photographies à propos d'auteurs, d'associations et d'événements liés aux langues régionales. En outre, elle conserve une médiathèque réunissant disques, cassettes audios, VHS, CD, DVD et des jeux de sociétés. La bibliothèque couvre près de 800 mètres linéaires.
La plupart des documents sont renseignés dans le catalogue en ligne. Certains sont exclusivement consultables, d'autres sont empruntables gratuitement.

## Activités
Régulièrement, en association avec les équipes de médiation culturelle du Musée de la vie wallonne, des activités de promotion et de découverte des langues régionales sont proposées. Ainsi, en 2010, 2012 et 2014, la BDW et le Musée organisent la Semaine wallonne, une semaine d'activités pour tous âges et tous types de publics qui allie théâtre, spectacle, stages, découvertes.
Par après, des journées de conférence sur le théâtre wallon ou l'enseignement de la langue wallonne, ainsi que la Fête aux langues de Wallonie, en 2019, se sont tenus au Musée sous l'égide de l'équipe de la BDW.
Par ailleurs, une visite du Musée en langue wallonne ainsi que des activités thématiques pour les plus jeunes ont été mises sur pied et sont régulièrement proposées à tous types de public, notamment à l'occasion des Fêtes de Wallonie.
Depuis 2020, la Bibliothèque des Dialectes de Wallonie est le prestataire de service désigné par la Fédération Wallonie-Bruxelles pour seconder celle-ci dans son projet de labellisation "Ma Commune dit Oui aux langues régionales".

## Publications de la Bibliothèque
- Frankinet Baptiste, Qué novèle 3 - Maitrisez la conjugaison, Liège, Musée de la Vie wallonne - Éditions de la Province de Liège, 2025
- Frankinet Baptiste, Qué novèle 2 - Histoire et culture de la langue wallonne, Liège, Musée de la Vie wallonne - Éditions de la Province de Liège, 2024
- Frankinet Baptiste, Qué novèle 1 - Apprendre le wallon liégeois : lire le wallon, avec ou sans accent, Liège, Musée de la Vie wallonne - Éditions de la Province de Liège, 2024.
- Proverbes en langues de Wallonie, Liège, Musée de la Vie wallonne - Éditions de la Province de Liège, 2017.
- Contes en langues de Wallonie, Liège, Musée de la Vie wallonne - Éditions de la Province de Liège, 2016.
- Virelangues en langue de Wallonie, Liège, Musée de la Vie wallonne, 2014.
- (avec la Bibliothèque Ulysse Capitaine), La capture du temps, almanachs et calendriers, 1500-2000, appartenant ou conservés dans les collections patrimoniales de la Bibliothèque Chiroux-Croisiers, Liège, Bibliothèque Chiroux-Croisiers, 2003.
- Counet-Bettonville, Marie-Thérèse, Mots et choses de Wallonie, aspects du lexique dialectal de nos régions : catalogue d'exposition, Liège, Société de langue et de littérature wallonnes et Bibliothèque des dialectes de Wallonie, 1990.
- Dialectales, langues, littératures et traditions de Wallonie, trimestriel, Liège, Bibliothèque des dialectes de Wallonie, 1988-1991.
- (avec la Société de langue et de littérature wallonnes), À la découverte de nos périodiques dialectaux, des origines à nos jours : catalogue de l'exposition, Liège, Société de langue et de littérature wallonnes, 1986
- (avec la Bibliothèque Ulysse Capitaine) Liège, rive droite, au fil du temps : folklore, histoire, industries, littérature... : catalogue de l'exposition organisée à Liège au théâtre de la place, Liège, Théâtre de la Place, 1985.
- La Femme et la littérature dialectale : catalogue de l'exposition, Liège, Bibliothèque des dialectes de Wallonie, 1984.